# Castelnuovo Nigra

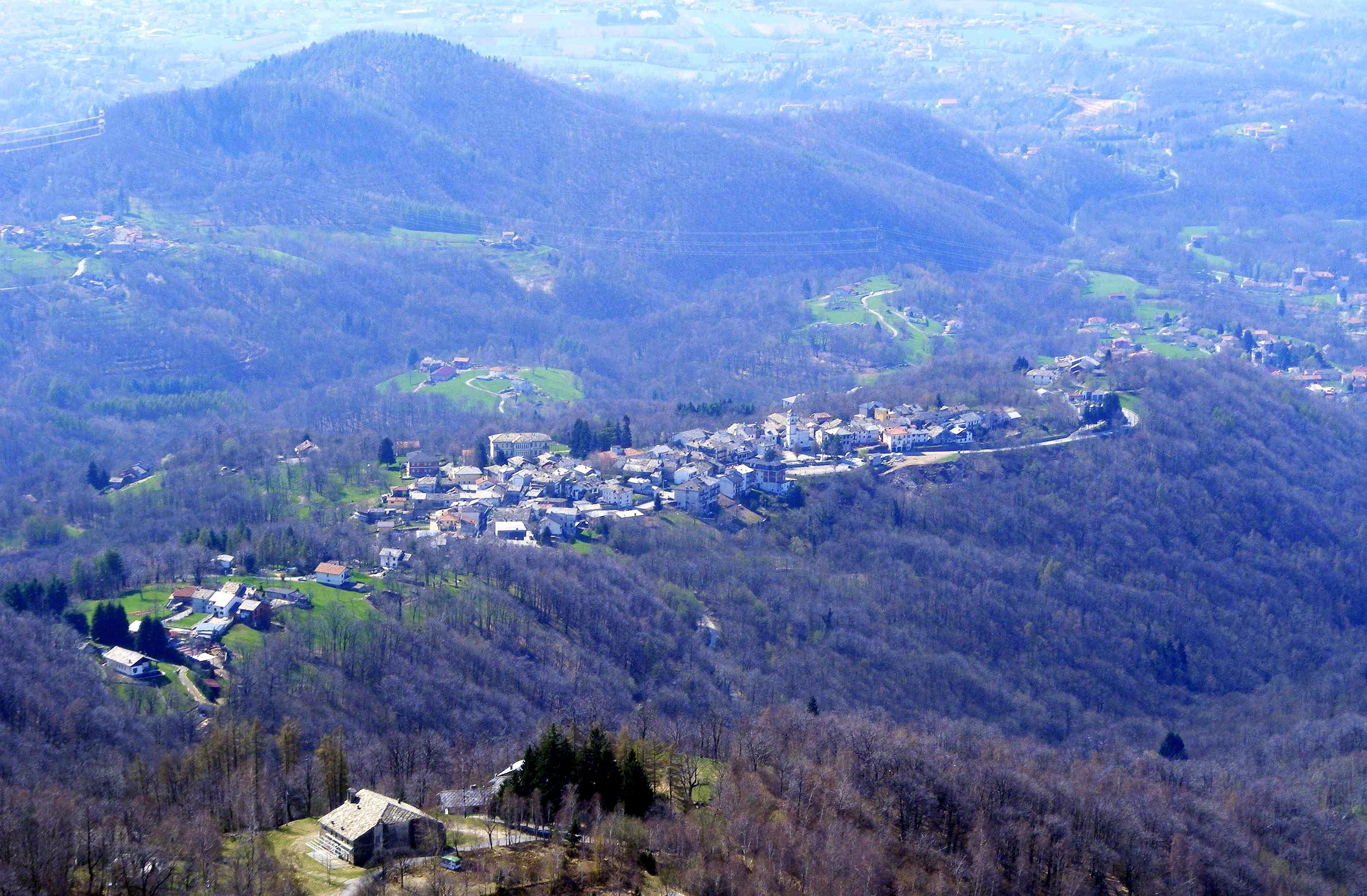
Panorama

Castelnuovo Nigra es una localidad y comune italiana de la provincia de Turín, región de Piamonte, con 424 habitantes.

## Evolución demográfica
| Gráfica de evolución demográfica de Castelnuovo Nigra entre 1861 y 2001 |
|                                                                         |
| Fuente ISTAT - elaboración gráfica de Wikipedia                         |